# 뵈르트호

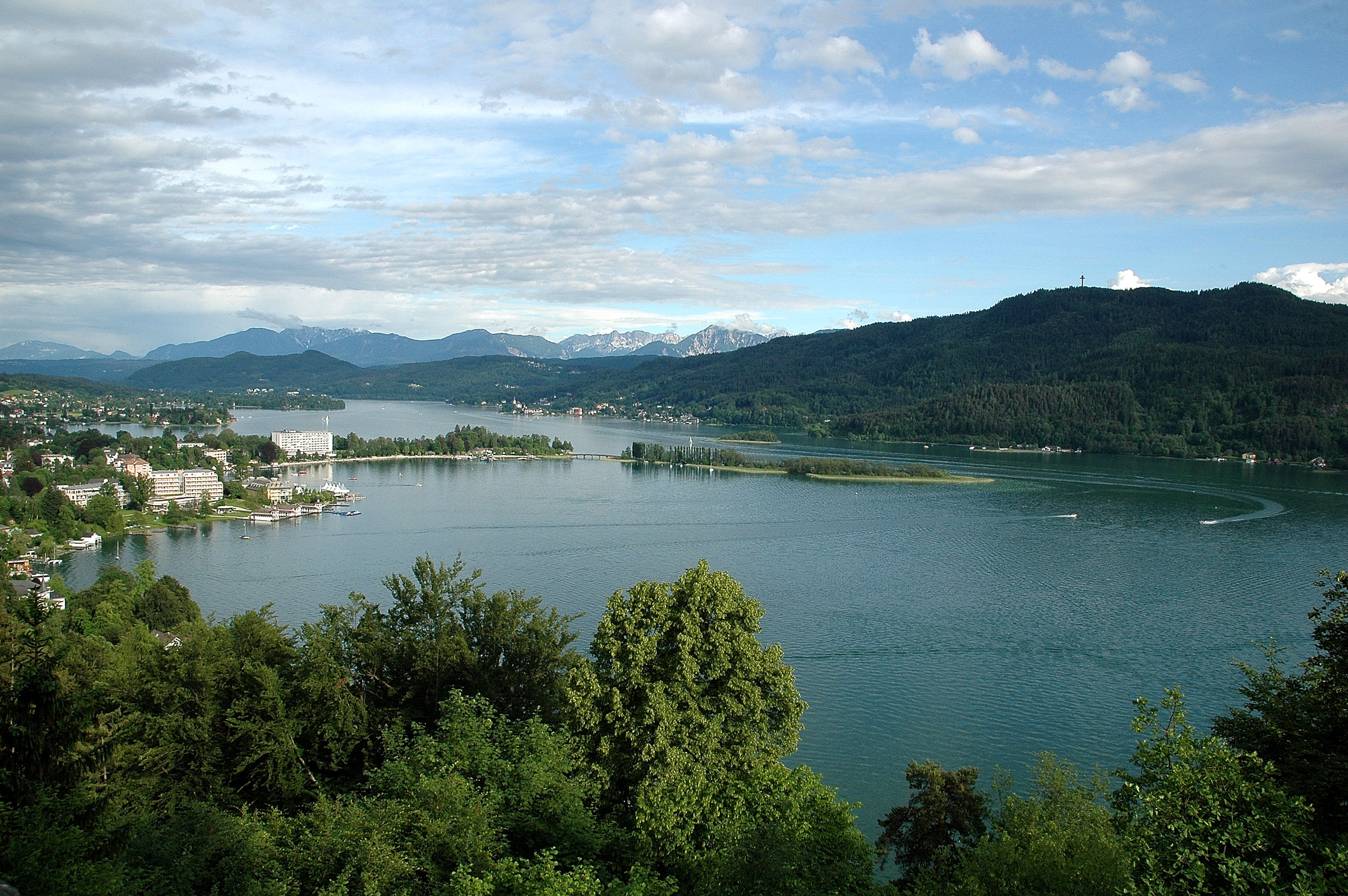
뵈르트 호

뵈르트 호(독일어: Wörthersee 뵈르터제[*], 슬로베니아어: Vrbsko jezero)는 오스트리아 남부 케른텐주에 위치한 호수로 면적은 19.39km2, 최대 길이는 16.5km, 최대 너비는 1.7km이며 최대 수심은 85.2m, 평균 수심은 42.1m, 수면 높이는 439m이다.
서쪽으로는 클라겐푸르트 교외, 동쪽으로는 펠덴암뵈르터제 교외까지 뻗어 있다. 뵈르트 호와 접한 주요 도시로는 클라겐푸르트, 펠덴암뵈르터제, 마리아뵈르트가 있다. 여름 피서지로 유명한 호수이기도 하다.

## 사진

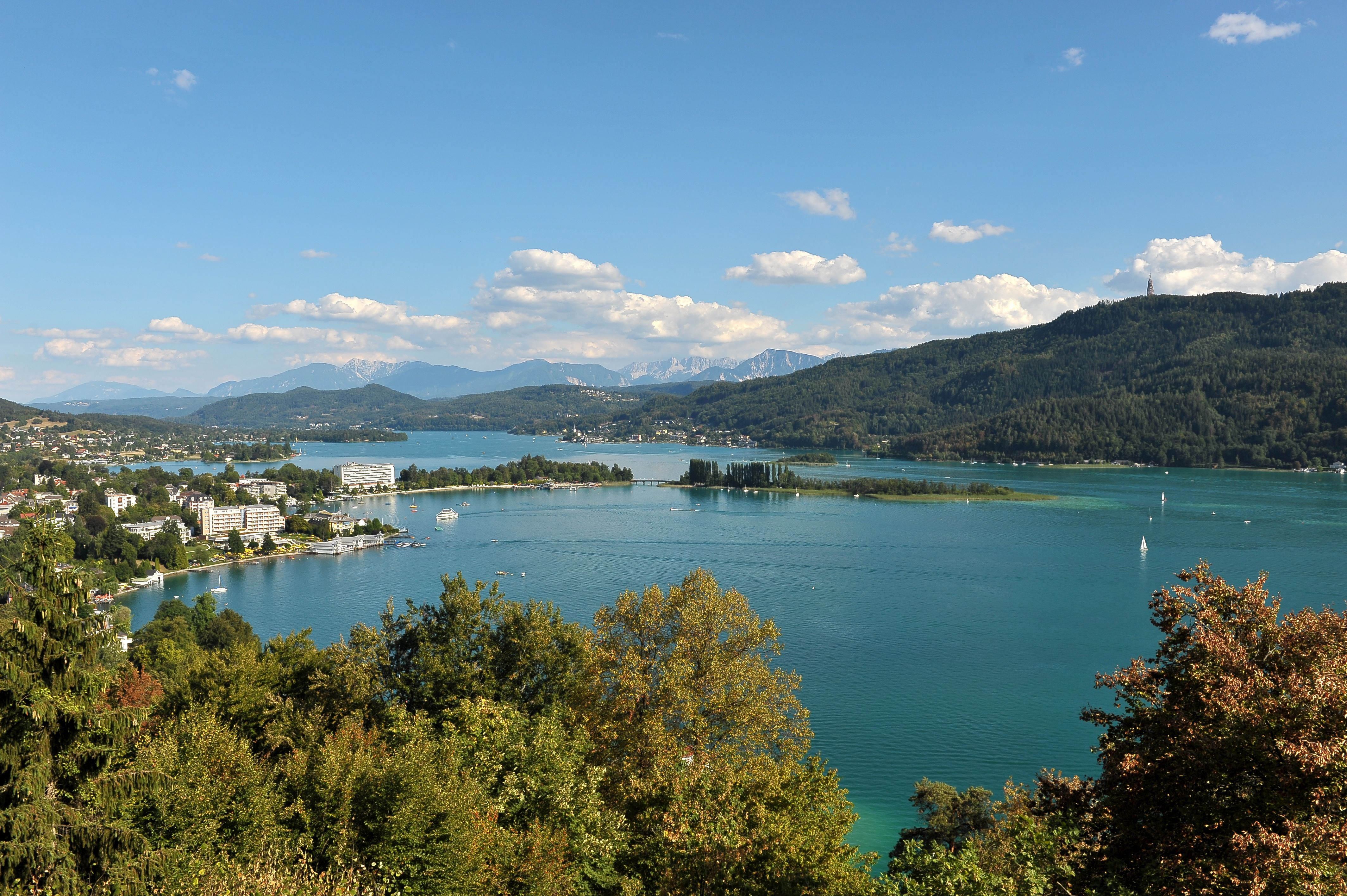
뵈르트 호
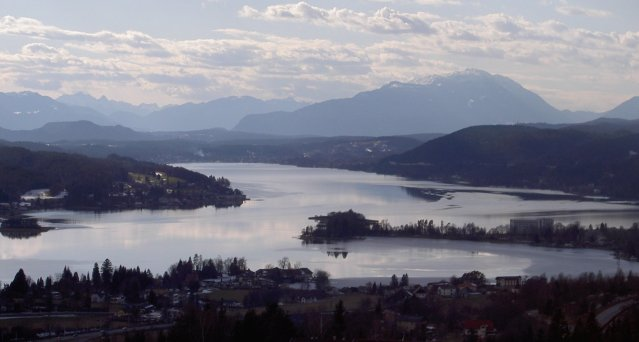
뵈르트 호
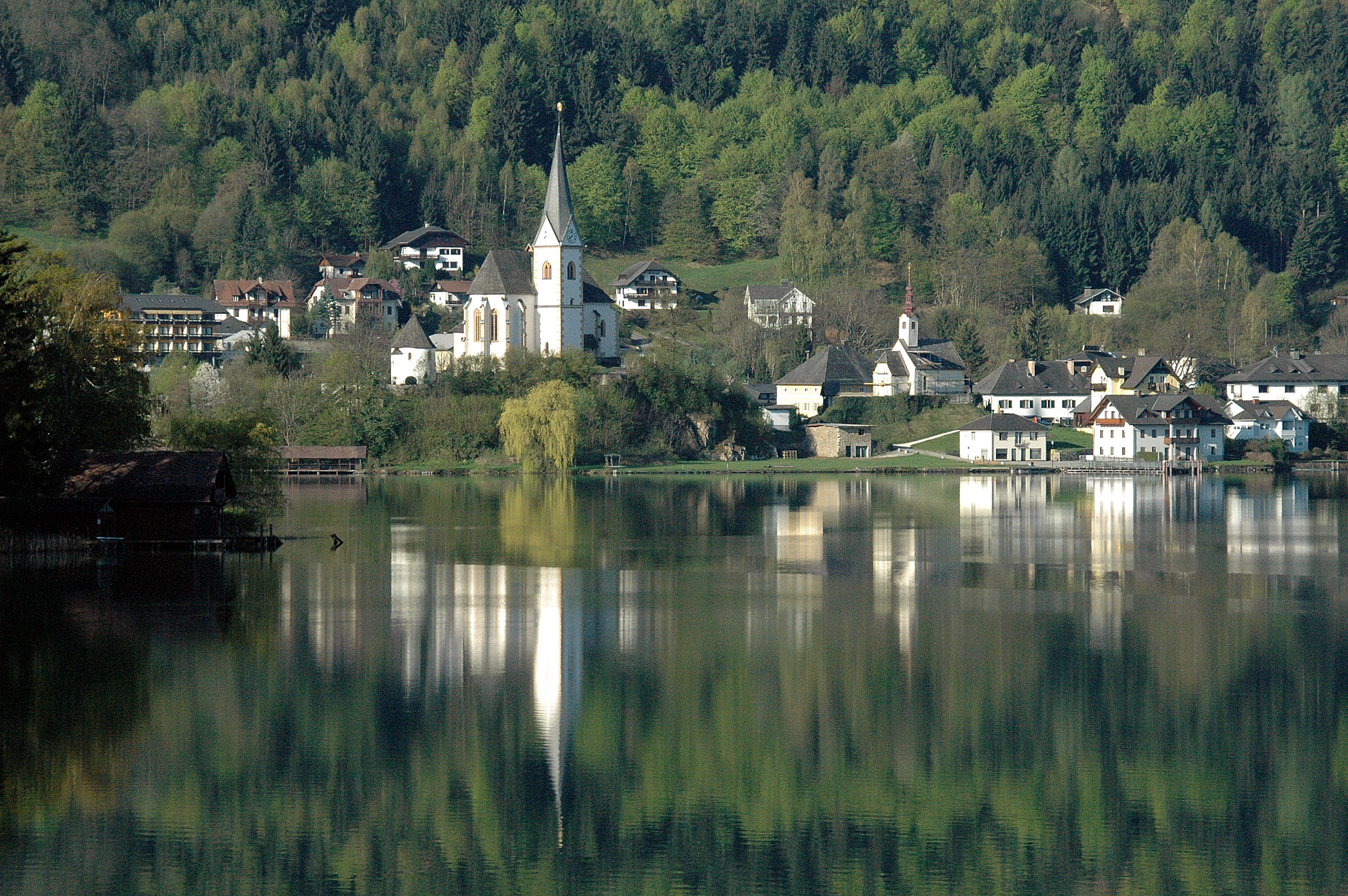
마리아뵈르트에서 본 뵈르트 호
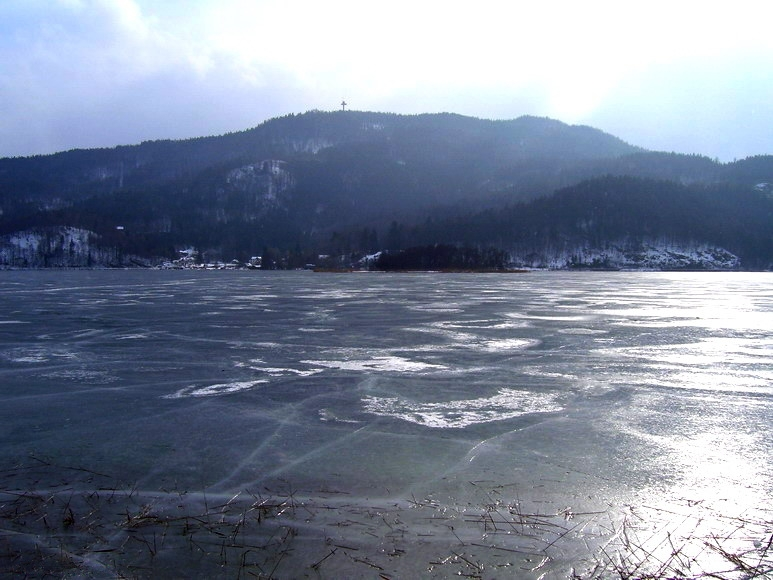
뵈르트 호의 겨울 풍경